# Arne Dybfest
Arne Dybfest (* 30. Juni 1869 in Trondheim; † 7. Juli 1892 in Bergen) war ein norwegischer Schriftsteller.

## Leben und Werk
Arne Dybfest war ein Lyriker und überzeugter Anarchist, der den Anarchismus in Norwegen durch Beiträge u. a. im Fedraheimen bekannt machte. 1886 unterstützte er Knut Hamsuns Proteste gegen die Todesurteile während der Chicagoer Haymarket Riots. 1892 nahm sich Dybfest in der Nähe von Bergen das Leben. Seine Leiche wurde nie gefunden.
Dybfests Werk stellt stilistisch ein Bindeglied zwischen Naturalismus und Neuromantik dar.

## Veröffentlichungen
- Blant anarkister (1890)
- Ira (1891)
- To noveller (1892)